# Vonnas
Vonnas is een gemeente in het Franse departement Ain (regio Auvergne-Rhône-Alpes). De plaats maakt deel uit van het arrondissement Bourg-en-Bresse. Vonnas telde op 1 januari 2022 3.233 inwoners.

## Geografie
De oppervlakte van Vonnas bedraagt 17,81 km², de bevolkingsdichtheid is 179 inwoners per km² (per 1 januari 2019).
De onderstaande kaart toont de ligging van Vonnas met de belangrijkste infrastructuur en aangrenzende gemeenten.

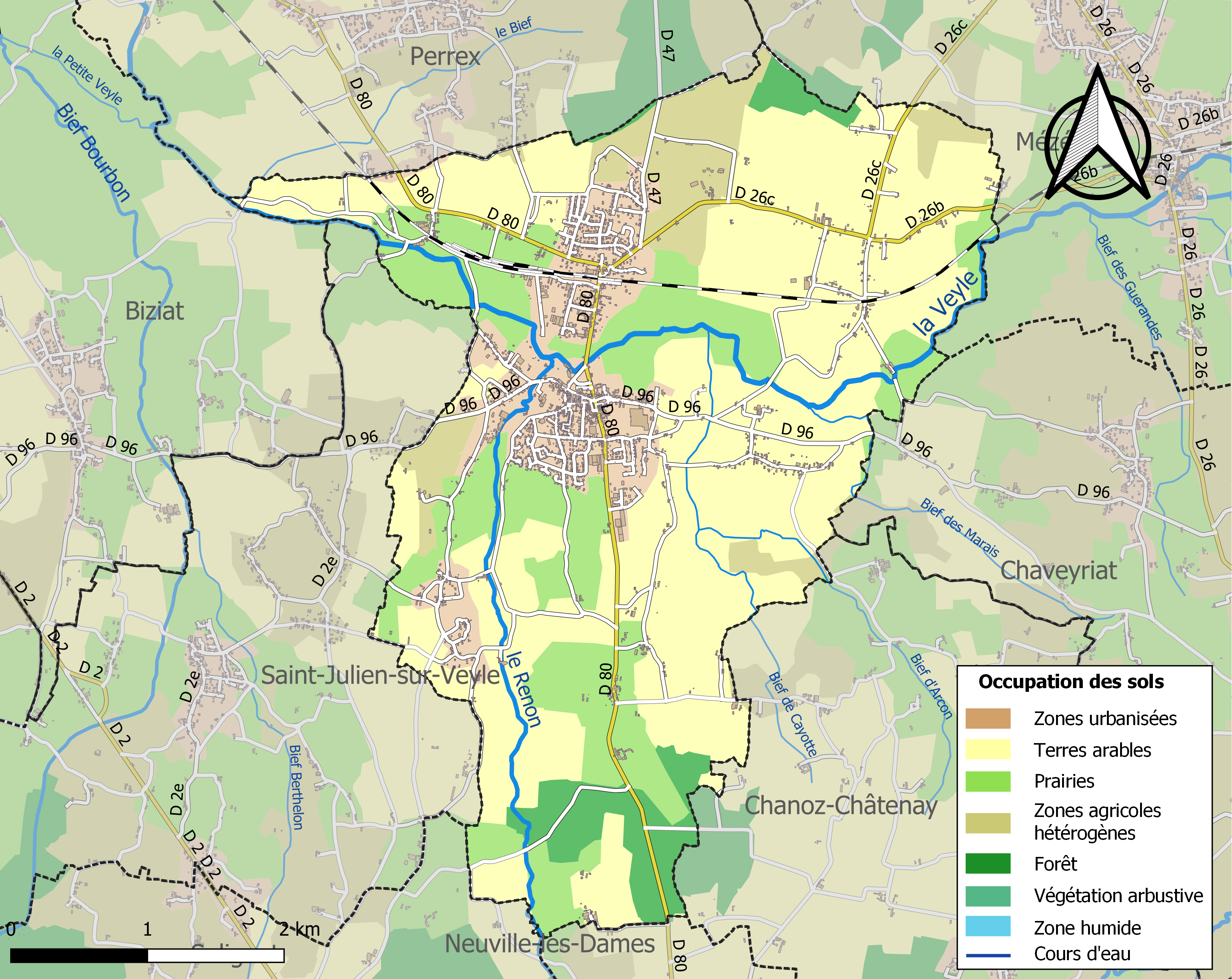

## Verkeer en vervoer
In de gemeente ligt spoorwegstation Vonnas.

## Demografie
Onderstaande figuur toont het verloop van het inwonertal (bron: INSEE-tellingen).
Vanwege een beveiligingsprobleem met de MediaWiki Graph-software is het momenteel niet mogelijk deze grafiek weer te geven. Zodra de software is bijgewerkt zal de grafiek vanzelf weer zichtbaar worden.